# Islamistica
L'islamistica, o islamologia, è la disciplina che studia la cultura islamica nei suoi vari aspetti e nelle varie epoche storiche che partono dal VII secolo, età in cui l'Islam apparve nella Penisola araba per opera di Maometto.
I campi disciplinari sono quelli della teologia (kalām), del diritto (fiqh e shariʿa), della storia del mondo islamico (ta'rīkh), delle istituzioni islamiche che non rientrano nei suddetti campi (islāmiyyāt).

## Definizioni
Durante tutto il XX secolo, islamista designava «lo studioso degli aspetti strutturali del pensiero e della spiritualità islamica», quale specificazione rispetto a orientalista (in uso nell'Ottocento).
A partire dal 2002, il sostantivo islamista si impone attraverso l'uso giornalistico, dove è attestato sin da fine anni '80  (forse come calco sul neologismo francese islamiste ) nell'accezione di «sostenitore (anche fanatico) dell'islamismo come unica religione; fondamentalista islamico»  – dove islamismo indica sia l'Islam sia, più propriamente, l'adesione radicale alle sue leggi religiose e politiche .
Ugualmente, gli studiosi di islamistica dagli anni 2000 hanno iniziato ad usare come autodefinizione il più neutro termine "islamologo"
 (anch'esso un calco dal francese islamologue, già sporadicamente attestato sin dagli anni '70), nonostante l'uso attestato di "islamista" nella disciplina accademica italiana. La stessa islamistica è sempre più comunemente chiamata anche "islamologia".

## L'islamistica in Italia
In Italia questi studi erano chiamati fino al secondo dopoguerra "Storia e istituzioni musulmane" ma, specialmente per l'autorevole intervento in sede scientifica di Giorgio Levi Della Vida, il nome fu mutato in quasi tutti gli atenei in "Islamistica". Le sedi tradizionali per gli insegnamenti di arabistica e orientalistica in Italia erano l'Istituto Universitario Orientale di Napoli, il corso di laurea in lingue orientali a Venezia e l'università La Sapienza di Roma, dove hanno insegnato a lungo due tra i maggiori nomi della disciplina, Francesco Gabrieli e Alessandro Bausani. A Palermo operarono invece Michele Amari (maestro di Celestino Schiaparelli) e nel secondo dopoguerra Umberto Rizzitano; a Napoli, Clelia Sarnelli Cerqua.
Dopo sporadici casi di studi al di fuori dell'accademia nell'800 (come nel caso di Giovanni Battista Rampoldi), la disciplina nasce in Italia a inizio XX secolo. Nel 1913 la prima cattedra di Diritto musulmano, all'Università di Roma, è affidata a David Santillana, poi succeduto da Carlo Alfonso Nallino, Antonio d'Emilia, Francesco Castro. Santillana fu anche maestro di Virginia Vacca.
Nel 1921, per volontà di Carlo Alfonso Nallino, del senatore Amedeo Giannini e di altri, venne fondato a Roma l'Istituto per l'Oriente, editore della rivista scientifica Oriente Moderno, a lungo tra le migliori al mondo sulla materia. Ignazio Guidi e altri fondarono la Scuola di Lingue Orientali dell'Università di Roma, con la Rivista degli Studi Orientali (RSO), aprendo la strada della cosiddetta "scuola romana" (oltre a Ignazio Guidi, Celestino Schiaparelli, Carlo Alfonso Nallino, Michelangelo Guidi, Leone Caetani, David Santillana, Giorgio Levi Della Vida, Giuseppe Gabrieli, Francesco Gabrieli, Alessandro Bausani). 
Nel 1933 fu fondato da Giovanni Gentile e Giuseppe Tucci  l'Istituto italiano per il Medio ed Estremo Oriente (IsMEO), poi IsIAO fino al suo scioglimento per insormontabili difficoltà economiche.
Leone Caetani avviò presto il suo ambizioso piano di scrivere una storia del primo Islam, con un'introduzione sul periodo precedente, grazie a una squadra di studiosi e di giovani ma per lo più affidabili collaboratori (tra essi Giuseppe Gabrieli, Giorgio Levi Della Vida, Gerardo Meloni e Michelangelo Guidi) che lavorava alle sue dirette dipendenze nel Palazzo romano delle Botteghe Oscure, allora proprietà dei Caetani. Degli Annali dell'Islam uscirono solo 10 volumi, in grado di coprire però il significativo periodo di attività del Profeta dell'Islam e quello dei primi quattro Califfi "ben guidati".
Alla fine degli anni sessanta Bausani provò a dotare l'islamistica di un impianto teorico, col quale non tutti gli studiosi di storia e cultura dell'islam si trovarono e si trovano d'accordo. Per Bausani l'islamistica è una disciplina di studi storico-religiosi il cui compito principale è uscire dallo studio meramente storico-filologico di lingue e letterature dell'Islam per proporre vere e proprie "sintesi", grazie anche all'apertura verso altre discipline umanistiche. L'islamistica racconta una realtà che, anche al di là del dato meramente religioso, si presenta come transnazionale, translinguistica e per molti versi anche transculturale: si deve dunque dotare di uno strumentario metodologico multidisciplinare.
La funzione di "sintesi" dell'islamistica auspicata da Bausani non si è mai completamente espletata anzi, molto spesso è stata messa in secondo piano. Probabilmente all'insuccesso del suo progetto ha concorso l'ancoraggio all'ormai obsoleto impianto teorico della "storia delle religioni" così come veniva insegnata dai grandi maestri del passato.
Alla fine degli anni '80 l'incontro tra Francesco Castro e Rodolfo Sacco portò a una riattivazione degli studi islamistici in base al metodo gius-comparatistico anziché storico-giuridico. Castro fu così dal 1992 titolare della cattedra di Diritto musulmano e dei paesi islamici (la prima dopo la disattivazione dell'insegnamento dopo la morte di Antonio d'Emilia) a Roma Tor Vergata, dove fondò il Centro interdisciplinare di studi sul Mondo Islamico. Tra gli allievi di Castro figurano Massimo Papa, Giorgio Vercellin, Gianmaria Piccinelli, Roberta Aluffi Beck-Peccoz, Claudio Lo Jacono.
Dopo alterne vicende l'islamistica italiana si è presentata alla chiusura del XX secolo non più come una "materia contenitore" ma come "materia contenuta" nel raggruppamento disciplinare intitolato "storia dei paesi islamici" (L-OR/10). Con la riforma dell'Università italiana alle cattedre di islamistica si sono poi associate molte altre discipline, assai più settoriali.
Autorevoli esponenti dell'islamistica italiana contemporanea includono Alberto Ventura, Roberto Tottoli (attuale rettore dell'Università degli Studi di Napoli "L'Orientale"), Sergio Noja Noseda e Paolo Branca (Milano) e Massimo Campanini (Napoli e Trento).
In parallelo alla tradizione dell'arabistica, un nuovo filone dell'islamistica è quello sociologico, rappresentato da studiosi come Stefano Allievi (Padova), Lia Chiauzzi, Khaled Fouad Allam (Trieste e Urbino) e Renzo Guolo (Padova).
Il Pontificio istituto di studi arabi e di islamistica, affidato ai missionari Padri Bianchi, rappresenta un centro d'eccellenza in Italia, con una delle più importanti biblioteche al mondo per gli studi islamici.